# Internationale statistische Klassifikation der Krankheiten und verwandter Gesundheitsprobleme

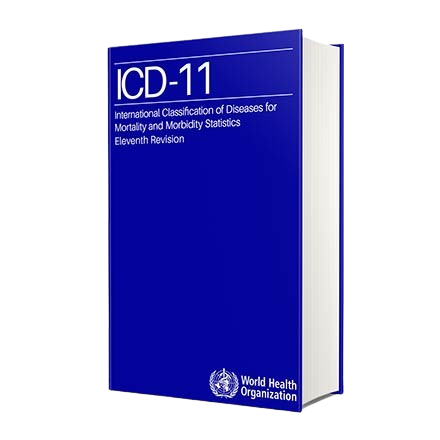
ICD-11 als Buchillustration

Die Internationale statistische Klassifikation der Krankheiten und verwandter Gesundheitsprobleme (ICD, englisch: International Statistical Classification of Diseases and Related Health Problems) ist das wichtigste, weltweit anerkannte Klassifikationssystem für medizinische Diagnosen.
Es wird von der Weltgesundheitsorganisation (WHO) herausgegeben und oft kurz auch als Internationale Klassifikation der Krankheiten bezeichnet.
Die aktuelle, international gültige ICD-11 wurde nach Veröffentlichung einer ersten Version im Juni 2018 von der Weltgesundheitsversammlung im Mai 2019 verabschiedet und ist am 1. Januar 2022 in Kraft getreten. Die Einführung in Deutschland wird ab diesem Zeitpunkt noch mehrere Jahre in Anspruch nehmen.
Die zuvor gültige Version ICD-10 erschien erstmals 1994 und wurde zuletzt 2019 aktualisiert. Eine Einschränkung der ICD-10 ist, dass sie Erkrankungen allein über die individuelle Symptomatik und Diagnose definiert. Der aktuelle Krankheitsstatus (Folgen der Erkrankung für die Funktionsfähigkeit des Patienten etc.) wird dagegen nicht berücksichtigt – obwohl dieser oft sehr bedeutsam für die Behandlung und Einschätzung der Schwere der Gesundheitsbeeinträchtigung ist. Daher wurde als Erweiterung die International Classification of Functioning, Disability and Health (ICF) entwickelt, welche die ICD um diese Aspekte ergänzt.
In Tumor- oder Krebsregistern werden Tumordiagnosen nach der ICD-O verschlüsselt.

## Im deutschsprachigen Raum
In Deutschland sind die an der vertragsärztlichen und vertragspsychotherapeutischen Versorgung teilnehmenden Ärzte und Psychotherapeuten und die von diesen geleiteten Einrichtungen verpflichtet, Diagnosen nach ICD-10-GM (German Modification) zu verschlüsseln. Rechtliche Grundlage für diese Diagnosenverschlüsselung ist § 295 Absatz 1 Satz 2 des Fünften Buches Sozialgesetzbuch (Abrechnung ärztlicher Leistungen). Verbindlich für die Verschlüsselung ist seit dem 1. Januar 2025 die vom Bundesinstitut für Arzneimittel und Medizinprodukte (BfArM) herausgegebene ICD-10-GM Version 2025. Bis eine deutsche Übersetzung der ICD-11 vorliegt, bleibt weiterhin die ICD-10 rechtsverbindlich.
Österreich verwendet aktuell den ICD-10 BMASGK 2020. Ein Wechsel zu ICD-11 wird angestrebt, sobald eine ins Deutsche übersetzte Fassung der neuen Version vorliegt.
In der Schweiz findet die German Modification (ICD-10-GM) Anwendung und wurde dafür auch ins Französische und Italienische übersetzt. Bis eine deutsche Übersetzung der ICD-11 vorliegt, bleibt weiterhin die ICD-10 rechtsverbindlich.

## Psychische Störungen
Psychische Störungen finden sich in der ICD-11 im Kapitel „06 Psychische Störungen, Verhaltensstörungen oder neuromentale Entwicklungsstörungen“. Darüber hinaus spielt auch die DSM-5 (psychiatrisches Klassifikationssystem der USA, herausgegeben von der American Psychiatric Association) bei psychischen Störungen besonders auf dem Gebiet der Forschung eine wichtige Rolle.
Beide sind weitgehend kompatibel, wodurch eine Umkodierung von Diagnosen zwischen den Systemen möglich wird. Die WHO gibt dazu auch einige Handbücher heraus, z. B. die klinisch-diagnostischen Leitlinien („blaues Buch“) und die Diagnostische Kriterien für Forschung und Praxis („grünes Buch“).

## Geschichte
Bereits 1593 wurden in England erstmals Taufen und Beerdigungen erfasst; bis ins Jahr 1837 wurde in London die Todesfallstatistik Bills of mortality geführt. John Graunt analysierte diese Statistiken und veröffentlichte 1662 mit seiner „Natural and Political Observations Made upon the Bills of Mortality“ erste statistisch basierte Untersuchungen von Todesfallzahlen.
Systematische Klassifikationen von Krankheiten und Todesursachen wurden bereits im 18. Jahrhundert von Pionieren wie François Boissier de Sauvages de Lacroix („Nosologia methodica“, 1763), Carl von Linné („Genera Morborum“, 1763) und William Cullen („Synopsis Nosologiae Methodicae“, 1785) vorgestellt. Problematisch war das Fehlen einer einheitlichen Klassifikation und die mangelnde Weiterentwicklung, um dem medizinischen Fortschritt zu entsprechen. Eine erste Nomenklatur von Krankheiten entwickelten im 19. Jahrhundert gemeinsam der englische Epidemiologe und Mitbegründer der medizinischen Statistik William Farr (1807–1883) und der Genfer Arzt Marc d’Espine, die später Grundlage der ersten ICD-Version werden sollte. Eine weitere wichtige Vorarbeit leistete Jacques Bertillon ab 1893 mit der Internationalen Nomenklatur der Todesursachen („Bertillon-Klassifikation“).
Die erste Version des ICD wurde 1900 von der französischen Regierung herausgegeben, die dann in regelmäßigen Abständen überarbeitet und erweitert wurde. Von der vierten Version (ICD-4 von 1929) bis zur ersten Nachkriegsversion (der ICD-6 von 1948) war die Gesundheitssektion des Völkerbundes Herausgeber. Bis dahin war die Klassifikation ausschließlich auf Krankheiten beschränkt, die als Todesursachen infrage kamen.
Seit der sechsten Version wird die ICD von der WHO herausgegeben und dort waren dann erstmals auch nicht zum Tode führende Krankheiten und Verletzungen enthalten, u. a. ein gesondertes Kapitel über psychische Störungen. Die Revision für das ICD-7 erfolgte 1955 in Paris und für das ICD-8 im Jahr 1965 in Genf. Bis zur ICD-9 von 1976 erfolgten etwa alle zehn Jahre weitere überarbeitete Ausgaben, da aufgrund medizinischer Fortschritte Änderungen und Ergänzungen erforderlich wurden. Die Arbeit an der aktuellen zehnten Ausgabe begann 1983 und wurde 1992 abgeschlossen. Die derzeit (2019) gültige internationale Ausgabe ist die ICD-10 in der Version von 2019.
Einige Staaten wie Deutschland, Österreich, die USA und Australien verwenden länderspezifische ICD-Erweiterungen oder Spezialausgaben. In den USA sind die an klinische Bedürfnisse angepassten Versionen ICD-10-CM (clinical modification) und ICD-10-PCS (procedure coding system) im Einsatz. In Österreich wird die Version ICD-10 BMASGK 2020 verwendet.

### Deutschland
In der DDR erfolgte ab 1952 die Kodierung der Diagnosen sowohl bei stationärer als auch bei ambulanter Behandlung nach jeweils gültiger Klassifikation als Eintrag in das SV-Heft. Dabei wurde 1952–1967 ein eigenes, von der ICD-6 bzw. ICD-7 in Teilen abweichendes Verzeichnis der Krankheiten und Todesursachen für Zwecke der Medizinalstatistik verwendet. Mit der Einführung von ICD-8 kehrte man jedoch zur internationalen Klassifikation zurück. In der Bundesrepublik Deutschland wurde 1986 erstmals die ICD-9 zur Diagnosenverschlüsselung in Krankenhäusern verpflichtend eingesetzt. Eine deutschlandspezifische, von der WHO-Version abweichende Version (ICD-10-SGB-V) des seinerzeit bereits seit Jahren umstrittenen Diagnosecodes ICD-10 wurde zunächst von 2000 bis 2003 eingesetzt.
Der ICD ist gemäß § 295 (1) und § 301 (2) Fünftes Buch Sozialgesetzbuch für Deutschland rechtsverbindlich und zur Verschlüsselung von Diagnosen in der ambulanten und stationären Versorgung anzuwenden. Da die ICD-11 noch nicht in deutscher Übersetzung vorliegt, ist weiterhin die ICD-10 rechtsverbindlich.

### Schweiz
Seit 1. Januar 2012 ist die Benutzung der deutschlandspezifischen, von der WHO-Version abweichenden Version ICD-10-GM für die Kodierung der Diagnosen für alle Leistungserbringer in der ganzen Schweiz obligatorisch. Zuvor wurde in Ausnahmefällen noch die ICD-10-WHO verwendet. Seit 1. Januar 2025 ist die ICD-10-GM Version 2024 in der Schweiz gültig. Da die ICD-11 noch nicht in deutscher Übersetzung vorliegt, ist auch in der Schweiz weiterhin die ICD-10 rechtsverbindlich.

## Kritik
In Deutschland hätte bereits 1996 die vertragsärztliche Abrechnung ausschließlich auf Basis der Verschlüsselung nach ICD-10 erfolgen sollen. Nach massivem Widerstand aus der Ärzteschaft wurde die ICD-10 zunächst als freiwillige Option eingeführt, die Verwendung einer überarbeiteten Version ist seit 2000 Pflicht.
Hauptkritikpunkte an der ICD sind:
- Es wurde befürchtet, dass durch datentechnische Auswertungsverfahren die ärztliche Schweigepflicht ausgehöhlt werden könnte („gläserner Patient“).
- Durch die Möglichkeit einer maschinellen Auswertung der Abrechnungsdaten solle die ärztliche Tätigkeit in unzulässigem Maß transparent und kontrollierbar gemacht werden („gläserner Arzt“).[22]
- Die Gliederung entspricht nicht medizinischen oder praktischen Gesichtspunkten, sondern folgt lediglich statistischen Erfordernissen. So werden etwa unter K alle Krankheiten des Verdauungssystems zusammengefasst (von den Zähnen bis zum Darmausgang), die in der ärztlichen Praxis ganz verschiedene Fachgruppen betreffen. Andererseits fehlen dort wichtige gastrointestinale Krankheiten wie Karzinome, die allgemein unter C eingeordnet sind.
- Die nationalen Anwendungen der ICD sind unvollständig. So waren zeitweise in der Bundesrepublik Deutschland Codes ausgeschlossen. Die internationale Vergleichbarkeit von Krankheitsursachen ist damit eingeschränkt.
- Die Verwendung mancher Diagnosen, speziell unter Z, könnte eine unzulässige Offenlegung der persönlichen Situation und Umgebung des Patienten sein, z. B. Angaben über Einflüsse aus dem familiären oder beruflichen Umfeld.
- Nicht jede Symptomatik entspricht einem Krankheitsbild nach ICD; das erschwert dem Arzt klare Angaben, wenn zunächst kein Krankheitsbild hundertprozentig passt.
- Auch unter statistischen Gesichtspunkten ist die ICD fragwürdig, weil sie nicht klar zwischen Diagnosen und Symptomen unterscheidet. (Hämaturie [ICD-10: D68.3] ist ein Symptom, das verschiedene Ursachen haben kann. Dies führt zu Ungenauigkeit, weil formal immer das Symptom und die Ursache codiert werden sollten, aber in der Praxis selten beides codiert wird.)

Des Weiteren wird kritisiert, dass ICD zur Pathologisierung von Homosexualität und Bisexualität (1990 aus ICD-9 gestrichen) sowie Sexuelle Perversion (in ICD-11 wird von Paraphilien gesprochen) und „Transsexualität“ (nicht mehr in ICD-11 enthalten) beitrug oder noch beiträgt. Frankreich verbot daher per Dekret die Einstufung transgeschlechtlicher Menschen unter F64.0 als Stigmatisierung und Diskriminierung.
Der Europarat hat in seiner Resolution 2048 vom 22. April 2015 für die rechtliche und soziale Gleichstellung von Transpersonen die 47 Mitgliedsstaaten unter anderem dazu aufgefordert, alle Einstufungen als geistige Störungen in nationalen Klassifikationen zu streichen und die Streichung auch bei der WHO zu fordern. Das Europaparlament hatte bereits 2011 die Europäische Kommission und die WHO aufgefordert, Störungen der Geschlechtsidentität von der Liste der psychischen und Verhaltensstörungen zu streichen und in den Verhandlungen über die 11. Revision der Internationalen Klassifikation der Krankheiten (ICD-11) eine nicht pathologisierende Neueinstufung sicherzustellen.